# Eilema viettei
Eilema viettei là một loài bướm đêm thuộc phân họ Arctiinae, họ Erebidae.